# NGC 7796
NGC 7796 is een elliptisch sterrenstelsel in het sterrenbeeld Phoenix. Het hemelobject werd op 11 september 1836 ontdekt door de Britse astronoom John Herschel.

## Synoniemen
- ESO 149-7
- AM 2356-554
- PGC 73126